# Ервен Мукам
Ервен Мукам (фр. Hervaine Moukam, нар. 24 травня 1994, Манжо) — французький футболіст камерунського походження, півзахисник.

## Ігрова кар'єра
Народився 24 травня 1994 року в місті Манжо у Камеруні, але у ранньому віці він переїхав до Франції разом із батьками. У 2001—2007 роках займався футболом в академії «Страсбурга», а у вересні 2007 року перейшов до школи «Меца». У віці 17 років він почав грати за другу команду «Меца» у четвертому дивізіоні Франції, в якій провів два сезони, взявши участь у 59 матчах чемпіонату, але не грав за першу команду.
У 2014 році він переїхав до Греції, де спочатку грав у за Суперлізі «Астерас», але не став основним гравцем і у сезоні 2016/17 грав за «Олімпіакос» (Волос) в третьому дивізіоні Греції. У жовтні 2017 року він повернувся до Франції, приєднавшись до аматорського клубу «Амневіль».
На початку 2018 року він приїхав на перегляд у білоруський клуб «Німан» із Гродно та у березні підписав з ним контракт. Спочатку він здебільшого виходив на заміну, але незабаром закріпився у стартовому складі та став одним із лідерів команди. У серпні 2018 року перейшов до борисовського БАТЕ, з яким у тому ж році став чемпіоном Білорусі. Станом на 13 квітня 2020 року відіграв за команду з Борисова 29 матчів в національному чемпіонаті.

## Міжнародна кар'єра
У 2009—2010 роках виступав за юнацьку збірну Франції, провівши 8 матчів і забивши 3 голи.

## Досягнення
БАТЕ
- Білоруська футбольна вища ліга
  -  Чемпіон (1): 2018

- Кубок Білорусі
  -  Володар (1): 2020